# Nuclear (Band)
Nuclear ist eine chilenische Thrash-Metal-Band aus Arica, die im Jahr 1995 unter dem Namen Escoria gegründet wurde.

## Geschichte
Die Band wurde im Jahr 1995 unter dem Namen Escoria gegründet. Im Jahr 1997 wurde die erste Demoaufnahme veröffentlicht. Nachdem die Band im Jahr 2001 aufgelöst worden war, gründeten die Mitglieder die Band Nuclear im Jahr 2003. Die Band bestand dabei aus den Gitarristen Sebastián Puente und Francisco Haussmann und Schlagzeuger Punto Sudy. Diese fanden weitere Mitglieder und bildeten eine stabile Besetzung.
In den Folgejahren erschienen mit Heaven Denied (2006) und 10 Broken Codes (2008) die ersten beiden Alben. Das dritte Album Jehovirus wurde in Großbritannien von Russ Russell (Napalm Death, Dimmu Borgir, Evile) gemastert und im Jahr 2010 veröffentlicht. Seit ihrer Gründung teilte die Band bereits die Bühnen mit anderen Bands wie Testament, Forbidden, Voivod, Grave, Hirax, 1349, Joey Belladonna, Destruction und Brujeria.

## Stil
Die Band spielt klassischen Thrash Metal, wobei das Spiel der E-Gitarre besonders präzise, sowie der Gesang und das Spiel des Schlagzeug als besonders aggressiv beschrieben werden. Die Werke der Band werden mit anderen Bands des Genres wie Exodus und Kreator verglichen.

## Diskografie
Als Escoria
- 1997: Demo 1997 (Demo, Eigenveröffentlichung)
- 1998: Demo 1998 (Demo, Eigenveröffentlichung)

Als Nuclear
- 2003: Arica Metal Fest I (Video, Eigenveröffentlichung)
- 2006: Heaven Denied (Album, Koventry Records)
- 2008: 10 Broken Codes (Album, Koventry Records)
- 2008: Chilean Most Wanted (DVD, Koventry Records)
- 2009: Mosh Detonation Official Bootleg (Live-Album, Eigenveröffentlichung)
- 2010: Jehovirus (Album, Australis Records)
- 2015: Formula for Anarchy (Album, Candlelight Records)